# 柳园南站
柳园南站，位于中华人民共和国甘肃省酒泉市瓜州县柳园镇，是兰新客运专线上的高铁站，于2014年12月26日开通启用，由烏魯木齊铁路局哈密车务段管辖。

## 車站周邊
- 柳园镇人民政府
- 柳园汽车站
- 兰新铁路柳园站

## 歷史
- 2014年12月26日开通启用。

## 外部連結
- 中国铁路客户服务中心 （页面存档备份，存于）